# Sternenberg
Sternenberg település Franciaországban, Haut-Rhin megyében. Lakosainak száma 145 fő (2022. január 1.). Sternenberg Soppe-le-Bas, Bretten, Bellemagny, Diefmatten, Guevenatten és Hecken községekkel határos.

## Népesség
A település népessége az elmúlt években az alábbi módon változott:
| Lakosok száma | 155  | 153  | 162  | 155  | 154  | 153  | 151  | 149  | 145  |
|               | 2013 | 2015 | 2016 | 2017 | 2018 | 2019 | 2020 | 2021 | 2022 |